# Bocana scotosa
Bocana scotosa là một loài bướm đêm trong họ Noctuidae.